# Konkurs Piosenki Eurowizji 1958
3. Konkurs Piosenki Eurowizji został rozegrany w środę, 12 marca 1958 w studiu AVRO w Hilversum. Organizatorem konkursu był holenderski nadawca publiczny Nederlandse Omroep Stichting (NOS). Koncert poprowadziła dziennikarka telewizyjna Hannie Lips.
Finał konkursu wygrał André Claveau, reprezentant Francji z piosenką „Dors, mon amour” autorstwa Pierre’a Delanoë'a i Huberta Girauda, za którą otrzymał w sumie 27 punktów.

## Lokalizacja
Konkurs zorganizowano w Hilversum, mieście położonym na południowy wschód od Amsterdamu. Koncert odbył się w studiu nadawczym AVRO (hol. Algemene Vereniging Radio Omroep), które należało wówczas do holenderskiego nadawcy publicznego działającego w ramach systemu Nederlandse Publieke Omroep.
Sekcja medialna radia jest jednym z największych pracodawców w Hilversum. Scena konkursowa ozdobiona była tulipanami, które są symbolem Holandii.

## Przebieg konkursu
Podobnie jak podczas konkursu w 1957, jurorzy nie byli obecni w studiu konkursowym, tylko wysyłali wyniki telefonicznie tuż po prezentacji wszystkich utworów konkursowych. Występ reprezentanta Włoch – Domenico Modugno – nie był transmitowany poprawnie w kilku krajach, dlatego zdecydowano, że wokalista zaśpiewa swoją konkursową piosenkę „Nel blu dipinto di blu” jeszcze raz, po zakończeniu prezentacji ostatniego utworu.

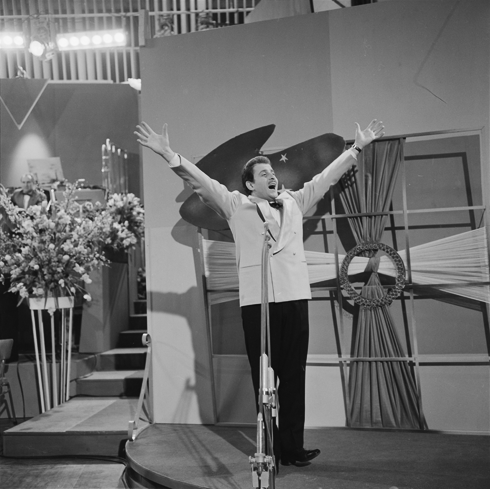
Domenico Modugno podczas wykonywania „Nel Blu Dipinto Di Blu”.

Niedługo po finale konkursu utwór „Nel blu dipinto di blu” stał się popularny w Stanach Zjednoczonych, gdzie był znany jako „Volare”, i zdobył Nagrody Grammy w kategoriach Najlepszy utwór oraz Najlepsze nagranie. Podczas jubileuszowego konkursu z okazji 50-lecia Konkursu Piosenki Eurowizji Congratulations w 2005 został okrzyknięty drugą najlepszą eurowizyjną piosenką w historii.
Podczas prezentacji konkursowej oraz przed ogłaszaniem wyników jurorów zagrała Orkiestra Metropol pod batutą Dolfa van der Lindena, głównego dyrygenta koncertu.

## Kraje uczestniczące
W konkursie wzięło udział 10 krajów, w tym debiutująca Szwecja. Z konkursu wycofała się natomiast Wielka Brytania.
Powracający artyści
Podczas konkursu w 1958 wystąpiło kilku wykonawców, którzy reprezentowali swój kraj podczas poprzednich konkursów. Corry Brokken z Holandii oraz Fud Leclerc z Belgii reprezentowali swój kraj podczas inauguracyjnej edycji konkursu, natomiast Margot Hielscher reprezentowała Niemcy podczas konkursu w 1957. Reprezentująca Szwajcarię Lys Assia zwyciężyła w finale konkursu w 1956, reprezentowała kraj także w finale w 1957.

## Wyniki

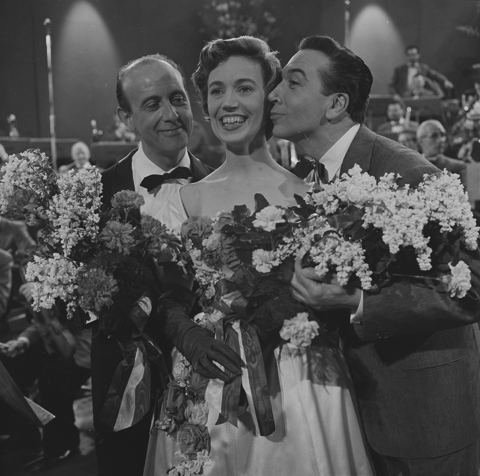
Prowadząca Hannie Lips wraz z Franckiem Pourcelem (dyrygentem) i André Claveau (zwycięzcą konkursu).

Finał
| Lp. | Kraj       | Język             | Artysta          | Piosenka                           | Miejsce | Punkty |
| --- | ---------- | ----------------- | ---------------- | ---------------------------------- | ------- | ------ |
| 1   | Włochy     | włoski            | Domenico Modugno | „Nel blu dipinto di blu”           | 3       | 13     |
| 2   | Holandia   | niderlandzki      | Corry Brokken    | „Heel de wereld”                   | 9       | 1      |
| 3   | Francja    | francuski         | André Claveau    | „Dors, mon amour”                  | 1       | 27     |
| 4   | Luksemburg | francuski         | Solange Berry    | „Un grand amour”                   | 9       | 1      |
| 5   | Szwecja    | szwedzki          | Alice Babs       | „Lilla stjärna”                    | 4       | 10     |
| 6   | Dania      | duński            | Raquel Rastenni  | „Jeg rev et blad ud af min dagbog” | 8       | 3      |
| 7   | Belgia     | francuski         | Fud Leclerc      | „Ma petite chatte”                 | 5       | 8      |
| 8   | Niemcy     | niemiecki         | Margot Hielscher | „Für zwei Groschen Musik”          | 7       | 5      |
| 9   | Austria    | niemiecki         | Liane Augustin   | „Die ganze Welt braucht Liebe”     | 5       | 8      |
| 10  | Szwajcaria | niemiecki, włoski | Lys Assia        | „Giorgio”                          | 2       | 24     |

Legenda:
     1. miejsce
Tabela punktacyjna finału
| Uczestnicy konkursu | Włochy     | 13 |   | 1 | 1 | – | 1 | – | 4 | 4 | 1 | 1 |
| Uczestnicy konkursu | Holandia   | 1  | – |   | – | – | – | – | – | – | – | 1 |
| Uczestnicy konkursu | Francja    | 27 | 6 | – |   | 1 | 1 | 9 | 1 | 1 | 7 | 1 |
| Uczestnicy konkursu | Luksemburg | 1  | – | – | – |   | – | – | – | – | – | 1 |
| Uczestnicy konkursu | Szwecja    | 10 | – | 2 | – | 3 |   | – | 1 | – | 1 | 3 |
| Uczestnicy konkursu | Dania      | 3  | – | 1 | 1 | – | 1 |   | – | – | – | – |
| Uczestnicy konkursu | Belgia     | 8  | – | – | – | – | 1 | 1 |   | 5 | – | 1 |
| Uczestnicy konkursu | Niemcy     | 5  | – | – | 2 | – | 1 | – | 1 |   | 1 | – |
| Uczestnicy konkursu | Austria    | 8  | – | – | 3 | 1 | 1 | – | 1 | – |   | 2 |
| Uczestnicy konkursu | Szwajcaria | 24 | 4 | 6 | 3 | 5 | 4 | – | 2 | – | – |   |

## Międzynarodowi nadawcy oraz głosowanie
Spis poniżej przedstawia kolejność głosowania poszczególnych krajów w 1958 wraz z nazwiskami sekretarzy, którzy przekazywali punkty od swojego państwa. Każdy krajowy nadawca miał również swojego komentatora całego konkursu, który relacjonował w ojczystym języku przebieg koncertu. Nazwiska każdego z nich również są podane poniżej:
Kolejność głosowania i krajowi sekretarze
1. Szwajcaria – Mäni Weber
2. Austria – Karl Bruck
3. Niemcy – Claudia Doren
4. Belgia – Paule Herreman
5. Dania – nieznany
6. Szwecja – Roland Eiworth[5]
7. Luksemburg – nieznany
8. Francja – Claude Darget
9. Holandia – Piet te Nuyl
10. Włochy – Fulvia Colombo

Komentatorzy
- Austria – Peter Alexander (ORF)
- Belgia – Arlette Vincent (INR), Nand Baert (NIR)
- Dania – Gunnar Hansen (Statsradiofonien TV)
- Francja – Pierre Tchernia[6] (RTF)
- Holandia – Siebe van der Zee[7] (NTS)
- Luksemburg – Jacques Navadic (Télé-Luxembourg)
- Niemcy – Wolf Mittler (Deutsches Fernsehen)
- Szwajcaria – Theodor Haller (TV DRS), Georges Hardy (TSR)
- Szwecja – Jan Gabrielsson (Sveriges Radio-TV)[8]
- Włochy – Bianca Maria Piccinino (Programma Nazionale)
- Wielka Brytania – Peter Haigh (BBC Television Service), Tom Sloan (BBC Light Programme)